# Walzendes Gut
Ein walzendes Gut (bisweilen auch als Wandel- oder Walzäcker bezeichnet) ist ein frei veräußerliches Grundstück, das im Grundbuch nicht an ein Anwesen gebunden ist.
Ein geschlossenes Bauerngut oder Erbhof ist über die zu einem Bauernhof gehörenden Grundstücke definiert. Deren Größe bestimmt den Hoffuß, von dem wiederum die Höhe der Besteuerung abhängt. Um eine Zerstückelung der Höfe, die zu unwirtschaftlichen Betrieben führen würde, im Erbrecht zu vermeiden, gelangten im Anerbenrecht diese Besitzungen nur an einen Hofnachfolger. Die nicht zu einem geschlossenen Bauerngut gehörenden Liegenschaften konnten und können hingegen frei verkauft oder im Erbfall unter den Miterben frei verteilt werden. Auch walzende Rechte sind nicht wie üblich an ein Anwesen, sondern an eine Person gebunden und können jeweils neu vergeben werden. Walzende Rechte sind unter einer eigenen Nummer und ohne Hinweis auf ein berechtigtes Grundstück im Grundbuch eingetragen.
Während für die meisten Länder das Anerbenrecht nicht mehr besteht, gelten in  Südtirol und Tirol weiterhin Sonderrechte für geschlossene Bauerngüter.